# واين هنتر
واين هنتر (بالإنجليزية: Wayne Hunter)‏ هو لاعب كرة قدم أمريكية أمريكي، ولد في 2 يوليو 1981 في هونولولو في الولايات المتحدة.

## وصلات خارجية
- واين هنتر على موقع مرجع كرة القدم المحترفة.كوم (الإنجليزية)